# Killer Mike
Michael Santiago Render (født d. 20. april 1975), bedre kendt under kunsternavnet Killer Mike, er en amerikansk rapper, skuespiller og aktivist. Han har været aktiv siden starten af 2000'erne som soloartist, og fra 2013, som del af hiphopduoen Run the Jewels.

## Musikkarriere
Killer Mike gjorde sin musikdebut i 2000 med sangen "Snappin' & Trappin'" af OutKast fra deres album Stankonia. Han var også med på OutKast sangen "The Whole World", som vandt en Grammy for Bedste rap-præstation af en duo eller gruppe i 2003. Killer Mike udgav sit første album i 2003, kaldet Monster. Hans tre næste album var del af en serie kaldet 'pledge'. Det første I Pledge Allegiance to the Grind blev udgivet i 2006, og efterfulgtes af I Pledge Allegiance to the Grind II i 2008. Sidst kom i 2011 Pledge, som fuldførte trilogien.
Killer Mike mødte i 2011 El-P, og de to begyndte med det samme at arbejde sammen. Killer Mikes femte album R.A.P. Music fra 2012 blev produceret af El-P. I starten af 2013, annoncerede Killer Mike og El-P, at de dannede duoen Run the Jewels.

## Skuespiller
Killer Mike har ved siden af sin musikkarriere været skuespiller, hovedsageligt i biroller og som stemmeskuespiller.

## Aktivisme
Killer Mike har i løbet af sin karriere været involveret i politisk aktivisme, hovedsageligt omkring racisme, politivold og økonomisk ulighed.
I løbet af præsidentvalget i USA 2016 støttede Killer Mike aktivt Bernie Sanders, og han introducerede Sanders ved en tale i Killer Mikes hjemby Atlanta den 23. november 2015.

## Diskografi
Studiealbum
- Monster (2003)
- I Pledge Allegiance to the Grind (2006)
- I Pledge Allegiance to the Grind II (2008)
- Pledge (2011)
- R.A.P. Music (2012)

Mixtapes
- Home Alone Wit' Dat Crack (2004)
- The Killer (2006)
- Ghetto Extraordinary (2008)
- Anger & Ambition: The Best of Killer Mike (2009)
- Bang x3 (2011)